# Gary Gray (acteur)
Pour les articles homonymes, voir Gary Gray et Gray.
Gary Gray est un enfant-acteur américain né le 18 décembre 1936 à Los Angeles et mort le 4 avril 2006 à Washington.

## Biographie
Né à Los Angeles et fils d'un producteur de film, il débute à quatre ans. Il a des rôles jusqu'à la fin des années 1950. Il se marie en 1960, arrête le cinéma et devient vendeur de piscines.

## Filmographie
- 1941 : Il était une fois (A Woman's Face) de George Cukor
- 1941 : Tu seras mon mari (Sun Valley Serenade) de H. Bruce Humberstone
- 1943 : The Meanest Man in the World de Sidney Lanfield
- 1943 : It's a Great Life de Frank R. Strayer
- 1943 : Hitler's Madman de Douglas Sirk
- 1943 : Rencontre à Londres (Two Tickets to London) de Edwin L. Marin
- 1943 : Alaska Highway de Frank McDonald
- 1943 : Le ciel peut attendre (Heaven Can Wait) de Ernst Lubitsch
- 1943 : Où sont vos enfants ? (Where Are Your Children?) de William Nigh
- 1944 : Beautiful but Broke de Charles Barton
- 1944 : Address Unknown de William Cameron Menzies
- 1944 : Hantise (Gaslight) de George Cukor
- 1944 : Étrange Histoire (Once Upon a Time) d'Alexander Hall
- 1944 : Les Blanches Falaises de Douvres (The White Cliffs of Dover) de Clarence Brown
- 1944 : Le Chant du Missouri (Meet Me in St. Louis) de Vincente Minnelli
- 1944 : Étranges Vacances (I'll Be Seeing You) de William Dieterle
- 1945 : Youth for the Kingdom de Hamilton MacFadden
- 1946 : Little Mister Jim de Fred Zinnemann
- 1948 : Best Man Wins de John Sturges
- 1948 : Far West 89 ( Return of the Bad Men) de Ray Enright
- 1948 : Fighting Back de Malcolm St. Clair
- 1948 : Night Wind de James Tinling
- 1948 : Rachel et l'étranger (Rachel and the Stranger) de Norman Foster
- 1948 : Smith le taciturne (Whispering Smith) de Leslie Fenton
- 1948 : Gun Smugglers de Frank McDonald
- 1949 : Streets of San Francisco de George Blair
- 1949 : Vénus devant ses juges (The Girl from Jones Beach) de Peter Godfrey
- 1949 : Masked Raiders de Lesley Selander
- 1949 : Don Juan de l'Atlantique (The Great Lover) d'Alexander Hall
- 1949 : Henry, the Rainmaker de Jean Yarbrough
- 1949 : Leave It to Henry de Jean Yarbrough
- 1950 : Father Makes Good de Jean Yarbrough
- 1950 : Father's Wild Game de Herbert I. Leeds
- 1950 : Les Cinq Gosses d'oncle Johnny (Father Is a Bachelor) d'Abby Berlin et Norman Foster
- 1950 : La Voix que vous allez entendre (The Next Voice You Hear...) de William A. Wellman
- 1950 : Les Heures tendres (Two Weeks with Love) de Roy Rowland : Patti Robinson
- 1951 : Father Takes the Air de Frank McDonald
- 1951 : La Revanche de Lassie (The Painted Hills) d'Harold F. Kress
- 1952 : Rodeo de William Beaudine